# Nakajima Hikari
Il Nakajima Hikari (光?, Luce), designazione aziendale NAP, era un motore aeronautico radiale a 9 cilindri singola stella, raffreddato ad aria, sviluppato dall'azienda giapponese Nakajima Hikōki KK nei primi anni trenta del XX secolo.
Adottato dalle componenti aeree della Marina, con il nome di Hikari, e dell'Esercito imperiale con il nome di Ha8, era destinato a equipaggiare alcuni modelli prima e durante lo scoppio della seconda guerra mondiale.

## Versioni
Hikari 1820 hp (610 kW)
Hikari 1 kai670–730 hp (500–540 kW)
Hikari 2750–840 hp (560–630 kW)
Hikari 3770 hp (570 kW)

## Velivoli utilizzatori
Giappone
- Aichi D1A2
- Aichi D3A (primo prototipo)
- Kawasaki Ki-45 (primo prototipo)
- Mitsubishi F1M1
- Nakajima A4N
- Nakajima B5N1
- Nakajima C3N
- Nakajima D3N
- Yokosuka B4Y1 (dal quarto esemplare in poi)